# کیدیان دیالو
کیدیان دیالو (انگلیسی: Kidian Diallo؛ زادهٔ ۱ ژانویهٔ ۱۹۴۴) بازیکن فوتبال اهل مالی بود.
از باشگاه‌هایی که در آن بازی کرده است می‌توان به باشگاه ورزشی جولیبا اشاره کرد.
وی همچنین در تیم ملی فوتبال مالی بازی کرده است.